# Brice Guyart
Brice Guyart, francoski sabljač, * 15. marec 1981, Suresnes, Francija.
Sodeloval je na sabljaškem delu poletnih olimpijskih igrah leta 2000 in leta 2004.
Je tudi dvakratni ekipni svetovni sabljaški prvak (2001 in 2005).